# Gheorghe Burghele
Gheorghe Burghele (n. 1 noiembrie 1860 - 18 iulie 1940 ) a fost unul dintre generalii Armatei României din Primul Război Mondial.
A îndeplinit funcția de comandant al Corpului V Armată în campania anului 1916.

## Cariera militară
După absolvirea școlii militare de ofițeri cu gradul de sublocotenent, Gheorghe Burghele a ocupat diferite poziții în cadrul unităților de artilerie sau în eșaloanele superioare ale armatei, cele mai importante fiind cea de inspector general al artileriei și cea de șef de stat major de corp de armată.
În perioada Primului Război Mondial, a îndeplinit funcția de: comandant al Corpului V Armată (1916-1918), în perioada 25 august - 27 septembrie 1916, dată la care comandamentul Corpului 5 Armată a fost desființat. În continuare generalul Gheorghe Burghele a fost numit Secretar General al Ministerului de Război poziție pe care o va ocupa pe toată durata ministeriatului lui Vintilă I. C. Brătianu.

## Decorații
- Ordinul „Steaua României”, în grad de cavaler (1913)
- Ordinul „Coroana României”, în grad de ofițer(1910)[1]:p. 430